# Доње Селиште
Доње Селиште је насељено мјесто на подручју града Глине, у Банији, Сисачко-мославачка жупанија, Република Хрватска.

## Историја
У вријеме пописа становништа 1961. и 1971, насеље се звало Доње Селиште 2. Доње Селиште се од распада Југославије до августа 1995. године налазило у Републици Српској Крајини.

### Други свјетски рат
"У Доњем Селишту, срез Глина, усташе су ухватиле 26 жена и одмах их у самом селу ножевима заклали. Хватање и клање ових жена трајало је све од раног изјутра до 4 часа по подне. Пре убиства усташе су их приморале да им дају сав новац, а затим их на најсвирепији начин мучили, силовали и заклали. Усташа Жамић, месар из Глине, ухватио је Кату Балтић, одвео је у кукуруз, па је прво одрезао дојке, а затим прсте од руку и ногу и најзад заклао. Њезина снаха Ружица слушала је њене јауке, а на самом месту после одласка усташа, видела су се учињена зверства. Ружицу Сужњевић усташе су заклале, затим је у једној јами посадиле на главу и тако оставиле. Скоро по свим лешевима жена видело се много крви на полним органима од повреда ножевима. Жену Јове Маричића, земљорадника из Доњег Селишта, усташе су такође ставиле овом приликом под нож, али је нису сасвим заклали. Мислећи да је мртва оставили су је, али после њиховог одласка дошао је њен муж са још неким сељанима, подигао је, однео кући и положио на кревет. Остала је у животу, али јој је пререзан главни живац на врату, па јој глава виси и не може ходати".

## Култура
На сеоском гробљу постоји црквица посвећена Светом архангелу Михаилу.

## Становништво
На попису становништва 2011. године, Доње Селиште је имало 109 становника.
| Националност       | 1991. | 1981. | 1971. | 1961. |
| Срби               | 260   | 236   | 276   | 313   |
| Југословени        | 1     | 20    | 3     |       |
| Хрвати             | 2     | 3     | 4     | 2     |
| Муслимани          |       |       | 4     |       |
| остали и непознато | 1     | 1     | 3     | 7     |
| Укупно             | 264   | 260   | 290   | 322   |

| Демографија | Демографија | Демографија |
| Година      | Становника  | Становника  |
| ----------- | ----------- | ----------- |
| 1961.       | 322         |             |
| 1971.       | 290         |             |
| 1981.       | 260         |             |
| 1991.       | 264         |             |
| 2001.       | 178         |             |
| 2011.       |             | 109         |

## Попис 1991.
На попису становништва 1991. године, насељено место Доње Селиште је имало 264 становника, следећег националног састава:
| Попис 1991.‍ | Попис 1991.‍ | Попис 1991.‍ | Попис 1991.‍ | Попис 1991.‍ |
| ----------- | ----------- | ----------- | ----------- | ----------- |
|             |             |             |             |             |
| Срби        | Срби        |             | 260         | 98,48%      |
| Хрвати      | Хрвати      |             | 2           | 0,75%       |
| Југословени | Југословени |             | 1           | 0,37%       |
| непознато   | непознато   |             | 1           | 0,37%       |
| укупно: 264 |             |             |             |             |

## Знамените личности
- Милутин Балтић, народни херој Југославије